# Ulica Marii Skłodowskiej-Curie w Białymstoku
Ulica Marii Skłodowskiej-Curie (oficjalnie – Marii Curie-Skłodowskiej) – ulica Białegostoku, przechodząca przez osiedla Centrum i Piaski. Biegnie od Placu Niezależnego Zrzeszenia Studentów, przez ulice Legionową i Jerzego Waszyngtona, do Placu Katyńskiego.

## Historia ulicy
Historia powstania ulicy jest ściśle powiązana z Domem Partii oraz jego układem urbanistycznym. Pierwotnie była Aleją Pochodów, następnie została przemianowana na Franciszka Olejniczaka, która obowiązywała do 1956 roku, kiedy nadano obecną nazwę ulicy, na cześć Marii Skłodowskiej-Curie. 
Powstała w oparciu o przebieg przedwojennej ulicy Piwnej i Rynku Rybnego.

## Otoczenie
Przy ulicy znajdują się obiekty takie jak:
- Dom Handlowy PSS Społem
- Książnica Podlaska im. Łukasza Górnickiego
- Supermarket PSS Społem "Opałek"
- Uniwersytecki Szpital Kliniczny
- Szpital Wojewódzki
- Pomnik Danuty Siedzikówny "Inki"

## Transport publiczny
Przy ulicy zlokalizowane są przystanki Białostockiej Komunikacji Miejskiej, gdzie zatrzymują się autobusy linii: 7, 8, 10, 26.